# Gnidia renniana
Gnidia renniana är en tibastväxtart som beskrevs av O.M. Hilliard och B.L. Burtt. Gnidia renniana ingår i släktet Gnidia och familjen tibastväxter. Inga underarter finns listade i Catalogue of Life.